# Concord (Virginie)
Concord est une census-designated place située dans les comtés d'Appomattox et de Campbell, dans l’État de Virginie, aux États-Unis. Lors du recensement de 2020, elle comptait 1 557 habitants.